# Pensées
Pensées („Gedanken“) ist ein Werk von Blaise Pascal (1623–1662) und einer der meistgelesenen philosophischen bzw. theologischen Texte der europäischen Geistesgeschichte. Es handelt sich um kein geschlossenes, fertiges Werk, sondern um eine von Ausgabe zu Ausgabe divergierende Zusammenstellung von Notizen aus dem Nachlass des Autors.

## Die Entstehung derPensées
Die Notizen entstanden ab ca. 1657 und dienten der Vorbereitung eines Werkes zum Lob und zur Rechtfertigung des christlichen Glaubens aus der Sicht eines Jansenisten. Sie wurden erstmals 1670 unter dem Titel Pensées sur la religion et autres sujets von Freunden Pascals auszugsweise und unter Herstellung einer vermeintlich sinnvollen Ordnung veröffentlicht. Das gesamte Notizenmaterial bestand bei seinem Tod aus etwa 1000 Zetteln, die von ihm selbst wohl kurz zuvor noch zu rd. 60 Bündeln vereinigt worden waren. Sie wurden direkt nach seinem Tod im Auftrag seiner älteren Schwester Bündel für Bündel zweimal abgeschrieben, später jedoch von einem Neffen umsortiert und auf große Bogen aufgeklebt. Hatte man lange Zeit (ganz wie schon die ersten Herausgeber und der Neffe) keine rechte Ordnung in den Bündeln und Zetteln gesehen, sondern eine solche nach jeweils unterschiedlichen Kriterien herzustellen versucht, erkannte man gegen 1930, dass sich zumindest 27 Bündel ebenso vielen logisch gereihten Kapiteln zuordnen ließen und eine sinnvolle interne Ordnung enthielten und dass auch in den restlichen gut 30 Bündeln der dann so genannten „annexen Materialien“ mehr Ordnung herrschte als bis dahin gedacht. Die neueren Herausgeber halten sich deshalb so eng wie möglich an die beiden Abschriften von 1663, allerdings in dem Bewusstsein, dass diese weder exakt der von Pascal intendierten Ordnung entsprechen noch den mutmaßlich definitiven Wortlaut wiedergeben.

## Grundgedanken
Pascal verfolgt in diesem Werk ein einziges Ziel: er will die Menschen bekehren. Dafür schildert er einerseits das Elend des Menschen, insbesondere des Menschen ohne Gott, und entwickelt andererseits die berühmte Theorie des „pari“ (Pascalsche Wette). Selbst wenn man die Existenz Gottes nicht beweisen kann, argumentiert Pascal, so ist es doch vorteilhaft zu „wetten“, dass er existiert. Falls man sich irrt, hat man nichts verloren, und falls man recht hat, kann man dadurch das Heil seiner Seele gewährleisten.